# Ludwig Schuberth
Ludwig Schuberth (24 de julho de 1911 - 30 de setembro de 1989) foi um handebolista de campo austríaco, medalhista olímpico.
Fez parte do elenco vice-campeão olímpico de handebol de campo nas Olimpíadas de Berlim de 1936, atuando em duas partidas.